# Thyridanthrax loustaui
Thyridanthrax loustaui is een vliegensoort uit de familie van de wolzwevers (Bombyliidae). De wetenschappelijke naam van de soort is voor het eerst geldig gepubliceerd in 1961 door Andreu Rubio.